# Nintendo New York
Nintendo New York（ニンテンドーニューヨーク）は、アメリカ合衆国ニューヨーク州ニューヨーク市に所在する任天堂の直営店。「Nintendo NY」とも表記される。
以前は「Pokémon Center」（ポケモンセンター）または「Nintendo World Store」（ニンテンドーワールドストア）の店名を用いていたが、2016年より現在の店名で営業している。

## 概要
任天堂が発売したゲーム機やゲームソフト、および関連グッズの販売を行っている。2001年11月16日に「Pokémon Center」として開業し、当初は『ポケットモンスター』（ポケモン）シリーズ関連の製品のみを扱っていたが、後に、ポケモンを含む任天堂製品全般を扱う店舗「Nintendo World Store」として2005年5月14日に再オープン、2016年2月19日には現在の店名「Nintendo New York」に改め再オープンした。
店内ではゲームの体験、ゲームの開発資料、歴代ゲーム機と周辺機器の実機を展示するスペースが設けられている。また、任天堂のWeb番組「Nintendo Direct」などが放映される際には店内の大型ディスプレイに映された映像を来店者が観覧するパブリックビューイングが行われる。

## 沿革

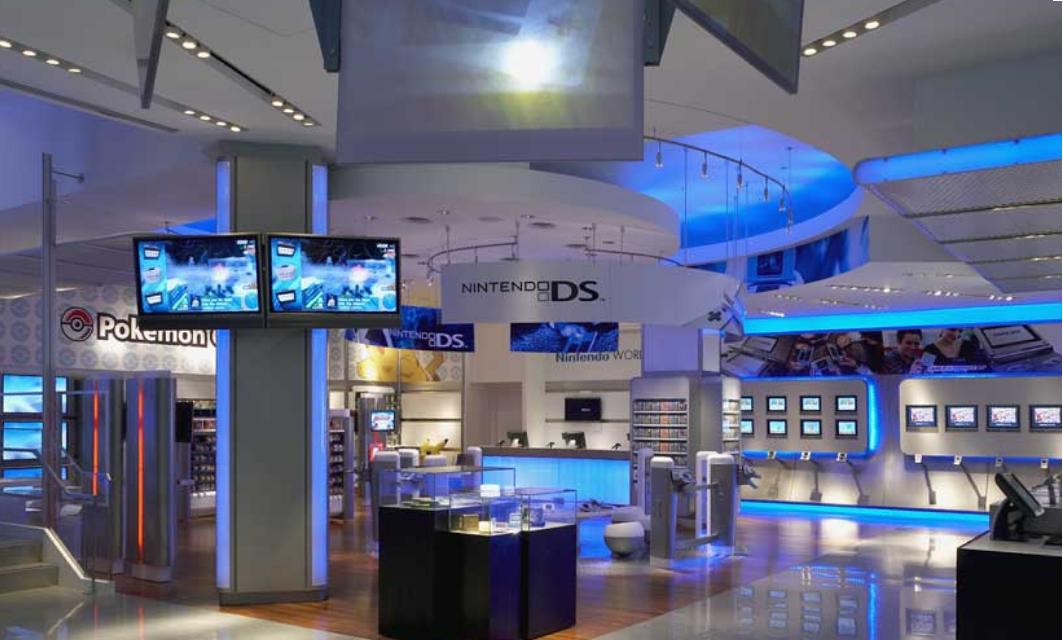
Nintendo World Store時代の店内の様子（2006年）

- 2001年11月16日 - 「Pokémon Center」としてオープン[1]。
- 2005年1月 - 改装のため休業[6]。
- 2005年5月14日 - 店名を「Nintendo World Store」に改めて再オープン[2]。
- 2010年10月 - 改装のため休業[7]。
- 2010年11月1日 - 再オープン[7]。
- 2016年1月19日 - 改装のため休業[8]。
- 2016年2月19日 - 店名を「Nintendo New York」に改めて再オープン[3]。
- 2020年3月16日 - 新型コロナウイルス感染症の流行を受け休業[9]。
- 2020年8月7日 - 営業再開[10]。

## 備考

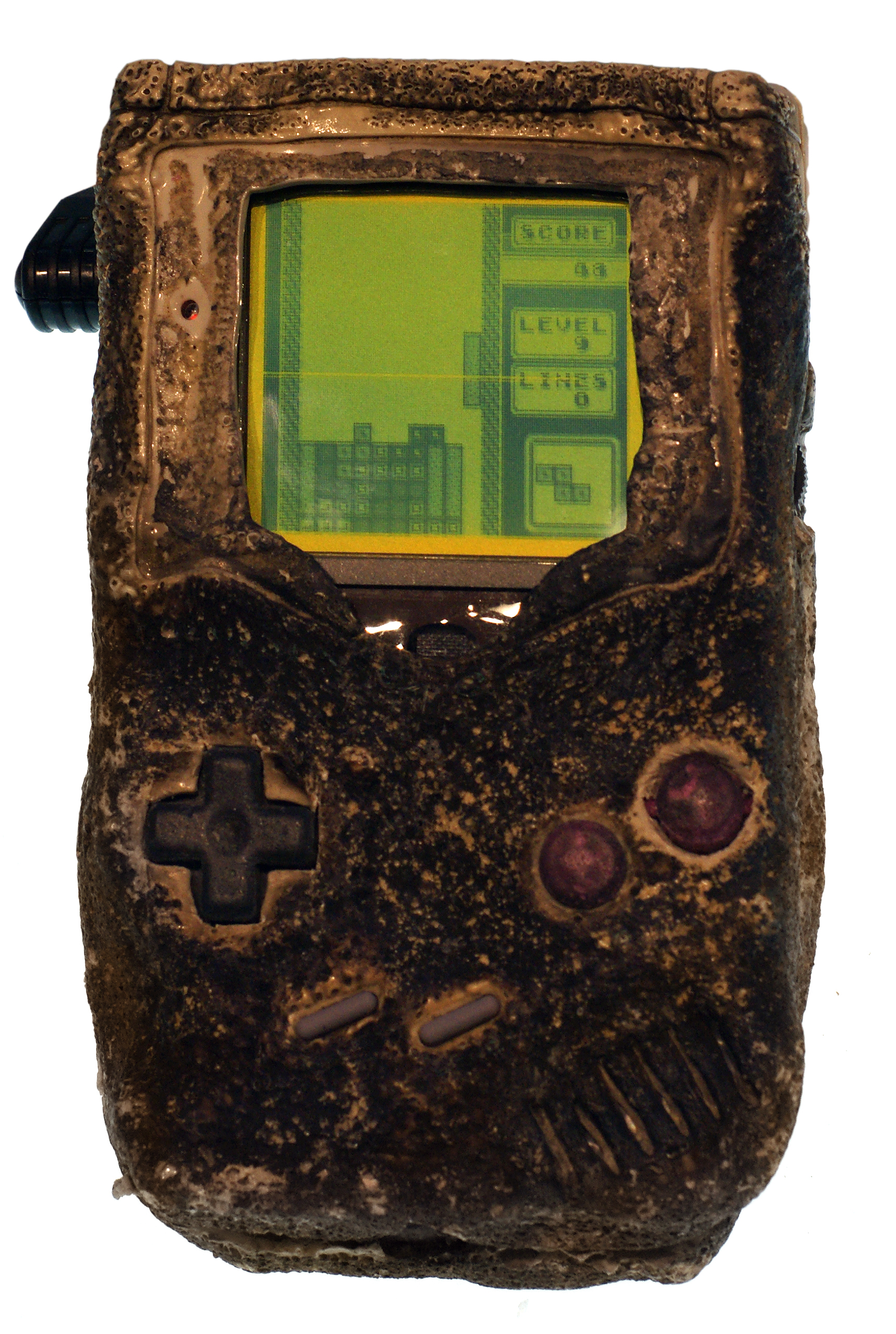
店内で展示されている損傷したゲームボーイ本体

- 前述のように店内では任天堂製のゲーム機の展示が行われているが、その中には外装が焼けただれた状態の携帯型ゲーム機ゲームボーイが含まれている。これは湾岸戦争の際、日本からの支援物資として待機中の兵士の慰労のためにゲームボーイが提供された。その後、兵舎が火災に遭ったときに巻き添えとなったゲームボーイは、外装がひどく焼けた状態になったが、内部には問題はなく、正常に動作したというものである[11]。なお、展示は2024年に終了した。
- 2005年9月25日と2010年11月7日には、1985年発売のゲームソフト『スーパーマリオブラザーズ』の20周年と25周年を祝うイベントが行われ、マリオシリーズの生みの親である任天堂の宮本茂が来店した[12][13]。
- スクウェア・エニックス発売（アメリカでは任天堂発売）のゲームソフト『ドラゴンクエストIX 星空の守り人』の先行発売イベントが、アメリカでの正式発売日前日の2010年7月10日に行われた。イベントには、ゲームデザイナーの堀井雄二やプロデューサーの市村龍太郎らも参加した[14]。
- 「Nintendo New York」オープン初日の2016年2月19日には、マリオシリーズの主人公マリオなどの声優として知られるチャールズ・マーティネーのサインイベントが行われた[3]。

## 姉妹店
Nintendo TOKYO（ニンテンドートウキョウ）
開業日：2019年11月22日
所在地：東京都・渋谷PARCO6階
Nintendo OSAKA（ニンテンドーオオサカ）
開業日：2022年11月11日
所在地：大阪府・大丸梅田店13階。
Nintendo KYOTO（ニンテンドーキョウト）
開業日：2023年10月17日
所在地：京都府・京都髙島屋S.C. T8 7階
Nintendo SAN FRANCISCO（ニンテンドーサンフランシスコ）
開業日：2025年5月15日
所在地：カリフォルニア州サンフランシスコユニオンスクエア